# Buyō Maru
Buyō Maru (jap. 武洋丸) – japoński statek pasażersko-towarowy o pojemności brutto 5450 BRT, zbudowany w 1919 roku w stoczni Asano w Tsurumi. Został przyjęty do eksploatacji w towarzystwie Kokusai Kisen w 1919 roku, po czym w 1932 roku sprzedany towarzystwu Tamai Shōsen w Kobe. Tuż przed japońskim atakiem na Pearl Harbor, 16 listopada 1941 roku został zarekwirowany przez japońską armię imperialną i zmodyfikowany do pełnienia roli transportowca wojska, którą pełnił do początku 1943 roku. W trakcie przewożenia do Nowej Gwinei 1126 żołnierzy japońskich i jeńców wojennych, 26 stycznia 1943 roku został zatopiony przez amerykański okręt podwodny USS „Wahoo” (SS-238), który otworzył następnie ogień do łodzi z rozbitkami.

## Budowa i konstrukcja
Stępkę pod „Buyō Maru” położono 12 lipca 1918 roku w należącej do przedsiębiorstwa Asano stoczni nr 10 w Tsurumi (ob. w Jokohamie), gdzie zwodowano go 5 lutego 1919 roku. Nieco ponad miesiąc później, 19 marca 1919 roku, oddano go do eksploatacji przedsiębiorstwu żeglugowemu Kokusai Kisen, które 12 lipca 1932 roku sprzedało go towarzystwu żeglugowemu Tamai Shōsen z siedzibą w Kobe. Portem macierzystym było początkowo Kobe, a od 1932 roku Hashidate.
„Buyō Maru” przy pojemności brutto 5450 ton był oryginalnie pasażersko-towarowym drobnicowcem uniwersalnym o długości między pionami 122 metrów, szerokości 16,2 metra i zanurzeniu 9,8 metra. Jeden trzycylindrowy tłokowy silnik parowy o mocy 518 koni parowych napędzał pojedynczy wał przenoszący napęd na jedną śrubę, dzięki czemu statek zdolny był do rozwinięcia maksymalnej prędkości 11,5 węzła. Jednostka nosiła numer IMO 24999, przysługiwał jej znak wywoławczy (call sign) RLQH, zmieniony ok. 1934 roku na JPXD. Po zarekwirowaniu statku na potrzeby wojskowe 16 listopada 1941 roku przez japońską armię imperialną, statek został przystosowany do pełnienia roli transportowca wojska i przydzielony do armii jako Nr 364.

## Służba wojenna jednostki
Od 18 grudnia 1941 roku brał udział w japońskich inwazjach na Filipiny i Palembang w ramach ataku na Sumatrę. W kwietniu 1942 roku wziął udział w konwoju 32 statków z Singapuru do Birmy z materiałami wojennymi i żołnierzami, docierając do celu w Rangunie. W październiku tego samego roku pływał do Makō i Takao na Tajwanie. 18 listopada 1942 roku wraz z pozostałościami konwoju nr 726, zaatakowanego przez amerykański okręt podwodny USS „Salmon” (SS-182), dotarł do Manili na Filipinach. 17 grudnia 1942 roku w konwoju nr 76 „Buyō Maru” dotarł do Zatoki Tokijskiej. W styczniu 1943 roku transportował oddziały japońskiej 8. Armii Regionalnej z Singapuru. 26 stycznia 1943 roku w konwoju z „Pacific Maru” i „Fukurei Maru No. 2” transportował 1126 żołnierzy japońskiej piechoty morskiej i 269 indyjskich jeńców wojennych. Tego dnia konwój został zaatakowany przez okręt podwodny USS „Wahoo” (SS-238) pod dowództwem Dudleya Mortona, który zatopił wszystkie statki, wraz z „Buyō Maru”.

## Zatopienie
26 stycznia 1943 roku USS „Wahoo” wykrył cztery jednostki, w tym transportowiec i tankowiec. Z powodu niewielkiej odległości oraz zygzakowania płynących bez eskorty statków, kmdr Dudley Morton doszedł do wniosku, że korzystniejszy będzie atak z użyciem rufowych wyrzutni torpedowych. Okręt podwodny odpalił więc po dwie torpedy do dwóch statków. Pierwsza para pocisków trafiła w dziób i rufę statku wiodącego, druga jednostka została trafiona tylko jedną torpedą, ponieważ w szybko zmieniającej się sytuacji, elektromechaniczny przelicznik TDC (Torpedo Data Computer) nie zdążył przetworzyć ostatnich spływających informacji. Załoga „Wahoo”, nie czekając na wyniki pierwszej salwy, przygotowywała tymczasem okręt do ataku za pomocą gotowych do strzału torped z sześciu wyrzutni dziobowych. Po chwili wzrokowej obserwacji, załoga „Wahoo” odnalazła dwie kolejne jednostki – transportowiec wojska i zbiornikowiec. Pierwszy z nich był uszkodzony – pochylony na sterburtę oraz z zanurzoną rufą, drugi zaś wolno płynął wprost na „Wahoo”. Jeden z amerykańskich marynarzy zbyt szybko wcisnął przycisk strzału torpedowego – zanim cel został właściwie namierzony przez komputer kontroli ognia – i wystrzelona torpeda chybiła, zdradzając jednocześnie dowódcy transportowca kierunek, z którego należy się spodziewać kolejnego ataku.

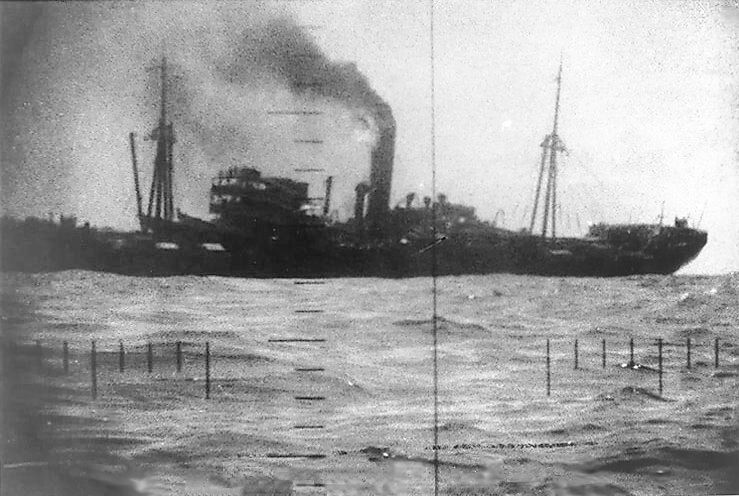
26 stycznia 1943 roku, „„Buyō Maru”” tonie po storpedowaniu. Widok z peryskopu USS „Wahoo”.

Transportowiec zaczął obracać się dziobem w kierunku „Wahoo”, ukazując mu jednak jednocześnie całą szerokość swojej burty. „Wahoo” wystrzelił w nią dwie torpedy, które eksplodowały w celu. Druga jednostka wciąż jednak zmierzała w kierunku „Wahoo”, najwyraźniej w zamiarze staranowania go. Z wystrzelonych w nią dwóch torped jedna eksplodowała przedwcześnie, a druga trafiła wprawdzie cel, ale jej głowica bojowa nie zdetonowała. Wściekły Morton skomentował zdarzenie stwierdzeniem, że wadliwe torpedy kiedyś zabiją ten okręt z całą załogą. Tymczasem załoga amerykańskiego okrętu była pełna uznania dla odwagi kapitana japońskiego statku, który mimo nieprzyjacielskich torped uparcie dążył do staranowania wrogiego okrętu podwodnego. Jak później pisał II oficer „Wahoo” George Grinder: Miałem wyższy szacunek dla kapitana tego frachtowca, niż dla jakiegokolwiek innego wrogiego dowódcy, przeciwko któremu walczyłem. Morton tymczasem zdawał sobie sprawę z tego, że japoński statek może staranować za chwilę jego okręt. Zakładał możliwość, że posiada na swoim pokładzie bomby głębinowe. Przerwał więc atak i rozkazał zwiększyć zanurzenie poniżej 100 stóp (30 metrów) i prędkość do maksymalnie możliwej pod wodą. Kakofonia podwodnych eksplozji i huków pękającej stali poprzednio trafionych jednostek zagłuszyła sonar okrętu podwodnego do tego stopnia, iż nie było możliwe stwierdzenie za jego pomocą, co dzieje się na powierzchni. „Wahoo” musiał więc czekać pod wodą na uciszenie środowiska i dopiero wówczas przeprowadzić nasłuch w celu stwierdzenia, czy możliwe jest bezpieczne przejście na głębokość peryskopową i zorientowanie się w sytuacji. Po wyjściu na głębokość peryskopową okazało się, że jeden z frachtowców zatonął, drugi oddalał się powoli, a transportowiec stał nieruchomo. Morton zbliżył swój okręt na odległość 1000 jardów (914 metrów) i odpalił torpedę, która jednak nie eksplodowała, co zmusiło „Wahoo” do wystrzelenia kolejnej. Jej detonacja w celu dokładnie pod kominem wywołała ożywiony ruch na pokładzie japońskiego statku, a liczni żołnierze – których liczbę Morton ocenił na kilka tysięcy – zaczęli skakać do wody. W międzyczasie oddalający się wolno frachtowiec, który usiłował wcześniej staranować „Wahoo”, dołączył do tankowca i oba statki odpłynęły. Dowodzący okrętem Morton postanowił chwilowo nie ścigać tych jednostek – ponieważ akumulatory okrętu były niemal całkowicie wyczerpane, postanowił najpierw naładować je na powierzchni. Zatopiony transportowiec został zidentyfikowany jako „Buyō Maru”. Wkrótce na wodzie zaroiło się od tratw ratunkowych i łodzi różnych rozmiarów, bardzo wielu żołnierzy pływało w kamizelkach ratunkowych. Na horyzoncie dostrzeżono liczne łodzie rybackie i inne małe jednostki spieszące na pomoc.

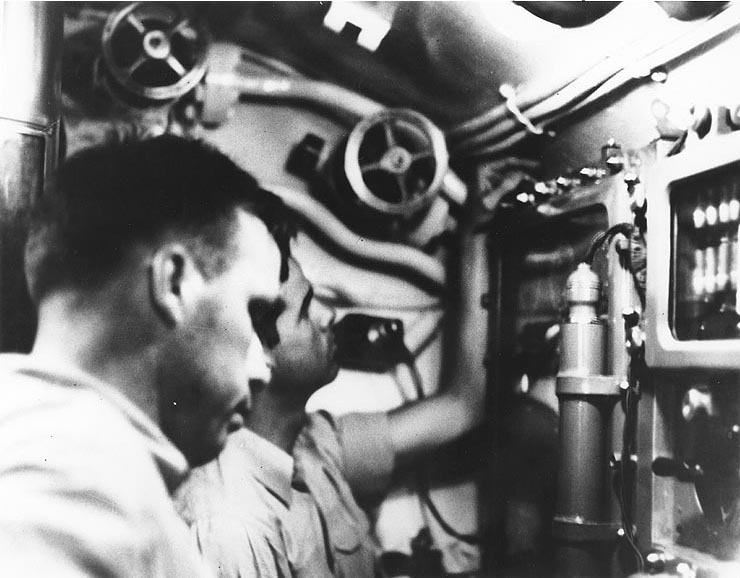
Morton i Richard O’Kane w centrali w trakcie ataku na „Buyō Maru”.

Morton podjął decyzję o ostrzelaniu z działa okrętu łodzi rozbitków z transportowca. Uważał bowiem, że uratowani japońscy żołnierze, wobec bliskości brzegu, wkrótce będą strzelać do Amerykanów. Dowódca amerykańskiego okrętu wydał polecenie oddania jednego strzału z działa o kalibrze 4 cali (102 mm) do każdej z łodzi, nakazał też utrzymanie w gotowości broni maszynowej celem zapobieżenia wchodzeniu rozbitków na pokład okrętu podwodnego, której należało użyć jedynie na wyraźny odrębny rozkaz Mortona. Po wynurzeniu okrętu obsługa działa zaczęła przygotowywać je do strzelania, po chwili zaś Morton rozkazał otworzyć ogień do największej z łodzi. W oficjalnym raporcie z tego patrolu Morton i O’Kane napisali:

Otworzono ogień z działa 4” do największej barki załadowanej żołnierzami. Mimo że wszyscy żołnierze wyskoczyli do wody, nasz ogień spotkał się z odpowiedzią broni maszynowej małego kalibru. W takiej sytuacji otworzyliśmy ogień z wszystkiego co mieliśmy. Później obraliśmy kurs 085 stopni i odpłynęliśmy z największą możliwą prędkością, aby wyprzedzić uszkodzony frachtowiec oraz tankowiec.

Po chwili na pokładzie „Wahoo” doszło do eksplozji. Okazało się, że pocisk 20 mm utknął i eksplodował w zamku znajdującego się na okręcie działka Oerlikon, raniąc dwóch marynarzy „Wahoo”. Jeden z rozbitków starał się dopłynąć do „Wahoo” z zamiarem wrzucenia na jego pokład trzymanego w ręce granatu. Został jednak zastrzelony przez jednego z członków załogi z pistoletu kalibru .45 (11,43 mm). Według późniejszych ustaleń, na statku przewożonych było 1126 osób, w tym także 491 jeńców wojennych, głównie indyjskich, lecz także kilku Brytyjczyków, którzy wykorzystywani byli przez Japończyków do niewolniczej pracy. Niektórzy z nich w amerykańskim okręcie podwodnym upatrywali jedyną nadzieję na ocalenie, toteż usiłowali zwrócić na siebie uwagę amerykańskich marynarzy okrzykami „POW! POW!” (Prisoner of War), próbowali też trzymać w ręce coś białego, aby dać Amerykanom do zrozumienia, że nie wszyscy w wodzie są japońskimi żołnierzami. Jednak w ogólnym zgiełku i przy huku silników Diesla okrętu podwodnego, nikt na mostku nie usłyszał ich ani nie zwrócił na nich uwagi. Po umundurowaniu japońskich żołnierzy Morton rozpoznał w nich piechotę morską, co wzmocniło w nim przekonanie, że ci żołnierze nie powinni przetrwać, aby ponownie zabijać Amerykanów. Wkrótce jednak dowódca „Wahoo” postanowił ścigać tych japońskich żołnierzy, którzy przeżyli atak jego torped na dwóch pozostałych statkach, które jednak uciekły. 27 stycznia 1943 roku japoński statek „Choko Maru No. 2” podjął z wody około tysiąca rozbitków z „Buyō Maru”.
Spośród osób znajdujących się na statku w chwili storpedowania, w jego wyniku oraz ostrzału śmierć poniosło 195 żołnierzy indyjskich oraz 87 japońskich. Inną relację ze zdarzenia złożył O’Kane, który stwierdził, że Morton nie nakazał strzelać do rozbitków, lecz zniszczyć ich łodzie.

## Kontrowersje w Stanach Zjednoczonych
W swoim raporcie Morton opisał zabicie setek bądź tysięcy rozbitków z transportowca. Według historyka Edwina Hoyta też „setki, może tysiące zostało zamordowanych”. W rzeczywistości na pokładzie „Buyō Maru” w drogę do Nowej Gwinei wyruszyło 1126 ludzi. Część z nich bez wątpienia zginęła od eksplozji amerykańskich torped lub zatonęła wraz ze statkiem, ostatecznie jednak ze wszystkich przyczyn, łącznie z ogniem „Wahoo” oraz śmiercią z innych przyczyn w morzu, zginęło 195 żołnierzy indyjskich z 16. Pułku Pendżabu wziętego do niewoli w upadłym Singapurze oraz 87 żołnierzy japońskiej piechoty morskiej
Dla niektórych osób ze środowiska amerykańskiej floty podwodnej było to odrażające zabójstwo z zimną krwią, jednakże nikt nie podnosił tej kwestii. Wielu podwodniaków – wobec splendoru i rozgłosu jakie stały się udziałem Mortona i załogi „Wahoo” wobec ogólnej liczby ich sukcesów – uznało to za ciche przyzwolenie najwyższego dowództwa na takie zachowania. W rzeczywistości, ani admirał Charles Lockwood, ani admirał James Fife, ani też Ralph Christie nigdy nie opublikowali dokumentu ustanawiającego amerykańską politykę w tym względzie. Kwestia czy inni dowódcy powinni naśladować Mortona, została więc pozostawiona do ich indywidualnej oceny.

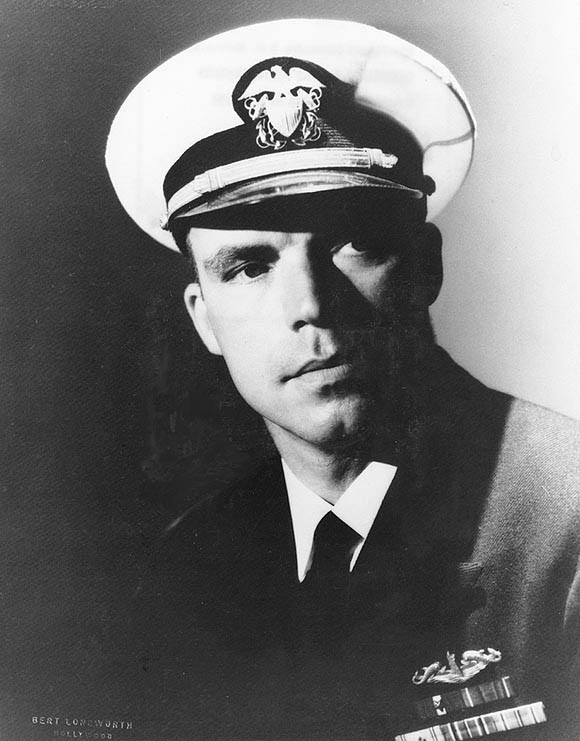
Odznaczony m.in. Krzyżem Marynarki Wojennej i Distinguished Service Cross, czołowy dowódca okrętu amerykańskiej floty podwodnej kmdr por. Dudley „Mush” Morton. Mimo powojennych starań najwyższych dowódców US Navy i wsparcia politycznego w Kongresie, nigdy – także pośmiertnie – nie otrzymał Medalu Honoru najwyższego odznaczenia wojennego w USA, mimo że otrzymało go kilku dowódców o mniejszych zasługach.

Zdaniem amerykańskiego historyka Edwina Hoyta, „gdyby Stany Zjednoczone przegrały wojnę, z powodu swojego okrucieństwa Morton bez cienia wątpliwości zostałby oskarżony przed sądem o zbrodnię wojenną [...], jego rząd uznałby go mordercą, bo był zdeterminowany, aby być tak skutecznym w mordowaniu jak to tylko możliwe”. Natomiast według Claya Blaira – innego historyka – „Morton był zdeterminowany, aby zabić każdego jednego rozbitka”. Pełniący w trakcie tego III patrolu funkcję I oficera USS „Wahoo” Richard O’Kane – odznaczony Medalem Honoru późniejszy dowódca USS „Tang” (SS-306) – który jako jedyny w przekroju całej wojny wyprzedził Mortona w liczbie zatopionych japońskich jednostek, przez cały okres powojenny aż do swojej śmierci w 1994 roku bronił dobrego imienia swojego byłego dowódcy. Podnosił m.in., że bez wątpienia niektórzy japońscy żołnierze zostali trafieni podczas tej akcji, ale żadna z osób w łodzi lub w wodzie nie została celowo zastrzelona. Stwierdził też, że „sensacyjne pisarstwo Blaira akcentuje pogłoski i pomija prawdę”. Jego zdaniem, Morton musiał podjąć starania w celu niedopuszczenia do dostania się japońskich żołnierzy na pobliskie wyspy lub brzeg Nowej Gwinei, a zaniechanie tych działań byłoby ściganym przed sądem wojennym przestępstwem pomocy wrogowi.
W obronie Dudleya Mortona stanął też jego przełożony, dowodzący podczas działań podwodnych na Pacyfiku siłami podwodnymi Floty Pacyfiku admirał Charles Lockwood, który winą za incydent obarczył postawę japońskich żołnierzy, którzy znajdując się nawet w beznadziejnej sytuacji bez możliwości przeżycia w wodzie, odmawiali podania się do niewoli i walczyli tak długo, jak długo mieli broń – z czym codziennie przez całą wojnę mieli do czynienia dowódcy amerykańskich okrętów podwodnych. Pełniący w trakcie III patrolu „Wahoo” służbę w amerykańskiej Ultrze w Pearl Harbor, prowadzący nasłuch radiowy kryptolog kapitan Jasper Holmes, stwierdził, że Japończycy pierwsi otworzyli ogień. Stwierdził także, iż „nie ma wątpliwości, że ten niezwykły człowiek odurzył się bitwą, a kiedy był w stanie tego odurzenia, zdolny był do pochopnych działań trudnych do usprawiedliwienia w spokojniejszych okolicznościach”. Według niektórych opinii ludzi związanych ze środowiskiem naukowym amerykańskich uczelni wojskowych, Dudley Morton nie powinien zostać uznany za mordercę i kryminalistę w związku ze swoją akcją na pokładzie „Wahoo” w styczniu 1943 roku. Podjął bowiem decyzję pod presją dowodzenia i bitwy morskiej, ryzykując własną hańbę w celu ratowania życia współczłonków własnych sił zbrojnych.

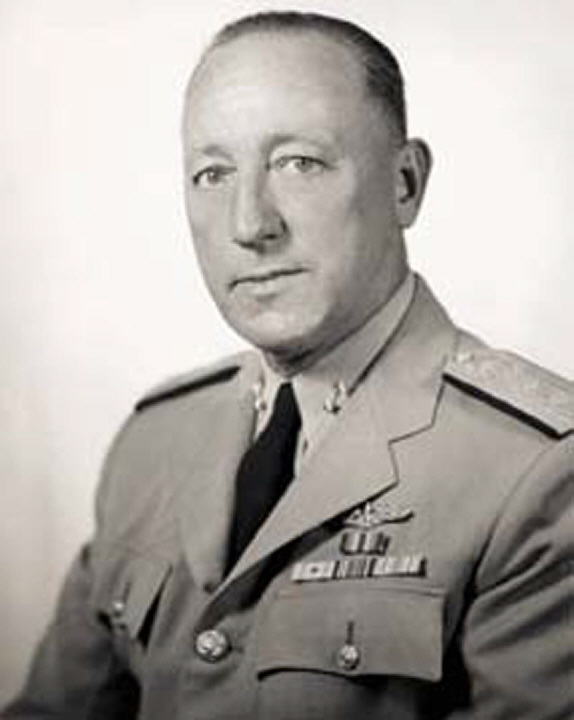
Dowódca floty podwodnej Floty Pacyfiku adm. Charles Lockwood

W rzeczywistości, działanie Mortona stanowi nierozwiązywalny dylemat moralny. Strzelanie do bezbronnych ludzi z całą pewnością jest morderstwem, z drugiej jednak strony, możliwość, że rozbitkowie w niewielkiej odległości od celu rejsu dotrą do brzegu i będą dalej walczyć prowadząc wrogie działania przeciw amerykańskim żołnierzom, stanowiła okoliczność czyniącą z nich legitymizowane i dopuszczalne cele. W historii II wojny światowej miało też miejsce wiele zdarzeń, w których decyzja odmienna od podjętej przez Dudleya Mortona miała pozytywny rezultat, jak też i takich, które miały tragiczne następstwa.
Incydent „Buyō Maru” stał się jednak prawdopodobną przyczyną, dla której Dudley Morton mimo zabiegów wielu wysoko postawionych polityków i oficerów US Navy, nigdy – nawet pośmiertnie – nie otrzymał Medalu Honoru, najwyższego amerykańskiego odznaczenia bojowego. Także dowodzony przez Mortona USS „Wahoo” (SS-238) i jego załoga nie otrzymała drugiego Presidential Unit Citation, pomimo faktu, że Dudley Morton to jeden z najbardziej zasłużonych amerykańskich dowódców okrętów podwodnych, który do zatopienia USS „Wahoo” 11 października 1943 roku dzierżył miano najskuteczniejszego amerykańskiego dowódcy, a na koniec wojny okazał się drugim najskuteczniejszym amerykańskim kapitanem – ustępując w tym zakresie jedynie swojemu byłemu I oficerowi Richardowi O’Kane. Być może też incydent „Buyō Maru” miał na myśli admirał Chester Nimitz, gdy świadcząc w obronie oskarżonego przed Międzynarodowym Trybunałem Wojskowym w Norymberdze admirała Karla Dönitza, stwierdził na piśmie że „Niemcy prowadzili znacznie czystszą wojnę podwodną niż Amerykanie”.